# Roar Strand
Roar Strand (* 2. Februar 1970 in Trondheim) ist ein ehemaliger norwegischer Fußballspieler (Mittelfeld).

## Karriere
Strand spielte ab 1989 bei Rosenborg Trondheim, 1993/94 als Leihgabe bei Molde FK und danach wieder bis 2010 bei Rosenborg. Mit Rosenborg gewann er 14-mal die Tippeligaen und 5-mal den norwegischen Pokal (NM). Er lief für diesen Verein beim Auswärtsspiel in der Veltins-Arena am 11. Dezember 2007 zum 100. Mal in der Champions League auf und gehört damit zu den zwanzig Spielern mit den meisten Einsätzen in diesem Wettbewerb. Seit 1992 ist er sogar der einzige Spieler mit mindestens 100 Champions-League-Spielen (inklusive Qualifikation), der nie in Italien, Spanien, England oder Deutschland gespielt hat.
Ab 1994 lief er 42-mal für die norwegische Nationalmannschaft auf und schoss dabei vier Tore.

## Erfolge
- Norwegischer Meister: 16× (1990, 1992, 1994–2004, 2006, 2009, 2010)
- Norwegischer Pokalsieger: 5× (1990, 1992, 1995, 1999, 2003)
- Norwegischer Supercupsieger: 1× (2010)